# Liste der Naturdenkmäler in Innsbruck
Die Liste der Naturdenkmäler im Bezirk Innsbruck listet alle als Naturdenkmal ausgewiesenen Objekte in der Stadt Innsbruck im Bundesland Tirol auf. Die 32 Naturdenkmäler umfassen fast ausschließlich Bäume oder Baumgruppen sowie eine Gletschermühle und ein Wiesen- bzw. Waldbiotop.

## Naturdenkmäler
| Foto |                 | Name                                                                 | ID        | Standort                                                                             | Beschreibung | Fläche | Datum |
| ---- | --------------- | -------------------------------------------------------------------- | --------- | ------------------------------------------------------------------------------------ | --- | ------ | ----- |
| 1    | Datei hochladen | Zwei Fichten: Adolf-Pichler-Fichte und Gallenfichte an der Nordkette | ND_101_17 | Innsbruck KG: Arzl GrStNr: 2276 Standort                                             | Die beiden sehr alten Fichten befinden sich am östlichen Rand einer Lawinenrinne in rund 1700 m ü. A. oberhalb der Herzwiese. Die Adolf-Pichler-Fichte wurde zum Andenken an den Tiroler Geologen Adolf Pichler benannt.                                                                                             |        | 1932  |
| 1    | Datei hochladen | Hopfenbuchen in der Mühlauer Klamm                                   | ND_101_16 | Innsbruck KG: Arzl GrStNr: 2097/1 Standort                                           | Die Hopfenbuchen (Ostrya carpinifolia) stellen das nördlichste bekannte Vorkommen dieser Art in Mitteleuropa dar. Die vielstämmigen, strauchförmigen Bäume stehen entlang des Weges westlich des Mühlauer Bachs gegenüber der Teufelskanzel. In der Klamm kommen zahlreiche junge Hopfenbuchen auf.                  |        | 1931  |
| 1    | Datei hochladen | Linde                                                                | ND_101_38 | Innsbruck, Josef-Schraffl-Straße 4 KG: Mühlau GrStNr: 578/1 Standort                 | Die Linde wurde auf Grund ihrer besonderen Gesamterscheinung (Wuchsform) unter Schutz gestellt. |        | 2009  |
| 1    | Datei hochladen | Eiche beim Gasthof Dollinger an der Innpromenade                     | ND_101_11 | Innsbruck, Haller Straße 5, gegenüber im Traklpark KG: Mühlau GrStNr: 425/1 Standort | Die Stieleiche (Quercus robur) befindet sich in einem kleinen Park am Inn neben dem Feuerwehrhaus. Sie wies zum Untersuchungszeitpunkt eine Höhe von 20 m und einen Stammdurchmesser von fast 1 m auf. |        | 1940  |
| 1    | Datei hochladen | Blutbuche am Richardsweg                                             | ND_101_33 | Innsbruck KG: Mühlau GrStNr: 437 Standort                                            | |        | 2001  |
| 1    | Datei hochladen | Winterlinde auf der Hungerburg                                       | ND_101_18 | Innsbruck, Höhenstraße 143 KG: Hötting, Mühlau Standort                              | Die Winter-Linde (Tilia cordata) steht hinter dem Gasthaus „Zur Linde“ unterhalb der Talstation der Nordkettenbahn. Sie wies zum Untersuchungszeitpunkt eine Höhe von 30 m und einen Kronendurchmesser von 15 m auf. Der Stamm hatte an der Basis einen Durchmesser von rund einem Meter.                            |        | 1947  |
| 1    | Datei hochladen | Eiche in Hötting Schulgasse                                          | ND_101_10 | Innsbruck, Schulgasse KG: Hötting GrStNr: 318/2 Standort                             | Die sehr alte Stieleiche (Quercus robur) wies zum Untersuchungszeitpunkt eine Höhe von fast 30 m und einem Stammumfang von 3,5 m auf. Sie steht an der Weggabelung Schulgasse und der Zufahrt zum Altersheim. |        | 1940  |
| 1    | Datei hochladen | Zwei Robinien bei der alten Höttinger Kirche                         | ND_101_22 | Innsbruck, Steinbruchstraße KG: Hötting Standort                                     | Die beiden alten Robinien (Robinia pseudoacacia) stehen in einem kleinen Park nördlich des Höttinger Friedhofes. Der größere der beiden Bäume wies zum Untersuchungszeitpunkt eine Höhe von 23 m auf, sein Stamm hatte an der Basis einen Durchmesser von mehr als 1 m und war von Efeu berankt.                     |        | 1978  |
| 1    | Datei hochladen | Alte Föhre oberhalb des Planötzenhofes                               | ND_101_13 | Innsbruck KG: Hötting Standort                                                       | Die alte Kiefer ist eines der ältesten Naturdenkmäler Tirols. Sie befindet sich einer Weggabelung etwa 100 m oberhalb des Planötzenhofes. Ursprünglich teilte sich der Baum etwa 4 m über dem Boden in drei Stämme, wobei der Hauptstamm und die unteren Äste jedoch entfernt werden mussten.                        |        | 1928  |
| 1    | Datei hochladen | Galgenbühel                                                          | ND_101_28 | Innsbruck KG: Hötting GrStNr: 999/1 Standort                                         | Der Galgenbühel oder Galgenbichl ist ein Moränenhügel, der einen der letzten erhaltenen Grünlandinseln im verbauten Gebiet der Allerheiligenhöfe darstellt. Der Biotopkomplex besteht aus einem artenreichen Halbtrockenrasen am Osthang und einem alten Eichen-Föhrenwald an der Westseite.                         |        | 1996  |
| 1    | Datei hochladen | Eschengruppe (und Eiche)                                             | ND_101_30 | Innsbruck KG: Hötting GrStNr: 1017/1 Standort                                        | |        | 1936  |
| 1    | Datei hochladen | Winterlinde auf dem Lindenbühel neben der Schneeburggasse            | ND_101_20 | Innsbruck, Schneeburggasse KG: Hötting Standort                                      | Die hohe Winter-Linde (Tilia cordata) ist mehr als 100 Jahre alt und ist der letzte alte Baum des ehemaligen Lindenbühels östlich der Leonhardkapelle. Westlich grenzen Mahdwiesen an. |        | 1960  |
| 1    | Datei hochladen | Blutbuche                                                            | ND_101_31 | Innsbruck, Berchtoldshofweg 50, nördlich KG: Hötting GrStNr: 2951/23 Standort        | |        | 2001  |
| 1    | Datei hochladen | Drei Schwarzföhren am Campingplatz in Kranebitten                    | ND_101_21 | Innsbruck KG: Hötting Standort                                                       | Die großen Schwarzkiefern stehen am Ostrand des Campingplatzes Kranebitten. Die Bäume haben eine Höhe von rund 27 m und an der Stammbasis einen Umfang von 2 bis 3 m.Anmerkung: gefällt? zumindest eine davon? |        | 1977  |
| 1    | Datei hochladen | Eiche beim Stadtsaalcafe am Rennweg                                  | ND_101_24 | Innsbruck, Rennweg 2 KG: Innsbruck GrStNr: 597/3 Standort                            | Die pyramidenförmige Korkenzieher-Säuleneiche (Quercus robur ‚Fastigiata Tortuosa‘) stammt vermutlich aus dem nordamerikanischen oder ostasiatischen Raum. Der Baum hat eine spitz zulaufende Wuchsform und schlangenförmige Äste. Der Baum weist eine Höhe von mehr als 20 m und einen Umfang von mehr als 3 m auf. |        | 1984  |
| 1    | Datei hochladen | Blutbuche beim Landestheater am Rennweg                              | ND_101_23 | Innsbruck, Rennweg 2 KG: Innsbruck GrStNr: 597/3 Standort                            | Die Blutbuche neben dem Leopoldsbrunnen ist rund 15 m hoch und hat an der Stammbasis einen Umfang von mehr als 4 m. |        | 1983  |
| 1    | Datei hochladen | Eiche an der Ecke Meinhardstraße/Brixner Straße                      | ND_101_07 | Innsbruck, Meinhardstraße 13/Brixner Straße 1 KG: Innsbruck Standort                 | Die Stieleiche (Quercus robur) besitzt eine ausgesprochen ortsbildprägende Wirkung für seine Umgebung. Die Eiche hat einen Umfang von rund 2 m an der Stammbasis, ihre Krone reicht bis über den 5. Stock der Landwirtschaftskammer hinaus.                                                                          |        | 1934  |
| 1    | Datei hochladen | Rosskastanienbäume                                                   | ND_101_32 | Innsbruck, König-Laurin-Straße KG: Innsbruck Standort                                | Die Rosskastanienbäume bilden eine Allee an der König-Laurin-Straße bzw. am Sill-Kanal. |        | 2001  |
| 1    | Datei hochladen | Zwei Platanenbäume bei der Wegkapelle zwischen Mühlau und Arzl       | ND_101_15 | Innsbruck KG: Arzl GrStNr: 1515 Standort                                             | Die beiden Platanen stehen unmittelbar oberhalb der Arzlerstraße am Hang östlich und westlich der barocken Mariahilf-Kapelle. |        | 1931  |
| 1    | Datei hochladen | Blutbuche südlich der Pradler Kirche                                 | ND_101_29 | Innsbruck, Landseestraße 14 KG: Pradl GrStNr: 1467/48 Standort                       | Die etwa 12 m hohe Blutbuche (Fagus sylvatica f. purpurea) besitzt eine Krone, die fast breiter als hoch ist. |        | 1996  |
| 1    | Datei hochladen | Linde unter dem Bergisel                                             | ND_101_09 | Innsbruck, Brennerstraße 6f KG: Wilten Standort                                      | Die Winter-Linde (Tilia cordata) ist ein über 100 Jahre altes Exemplar. Der Baum steht neben einer Trauerweide und ist mehr als 25 m hoch. |        | 1937  |
| 1    | Datei hochladen | Föhrengruppe über der Igler Straße                                   | ND_101_02 | Innsbruck KG: Wilten Standort                                                        | Die Kiefern stehen auf einer Anhöhe gegenüber einer Bushaltestelle. Ursprünglich standen hier 10 bis 12 ältere Kiefern unter Schutz, einzelne Bäume musste jedoch bereits gefällt werden. |        | 1926  |
| 1    | Datei hochladen | Eiche an der Völserstraße                                            | ND_101_06 | Innsbruck KG: Wilten Standort                                                        | Die Stieleiche, die mehr als 100 Jahre alt ist, steht westlich der Geroldbachübersetzung und dem Tierheim. Ihre Höhe beträgt rund 20 m, ihr Umfang an der Stammbasis weist etwa 3,2 m auf. Die ursprüngliche Doppeleiche verlor ihren westlichen Stamm bereits vor geraumer Zeit.                                    |        | 1939  |
| 1    | Datei hochladen | Eichen-Föhrenwald                                                    | ND_101_34 | Innsbruck, Lilly-von-Sauter-Weg 1 KG: Vill GrStNr: 307 u. a. Standort                | Der trockenwarme, lichte Eichen-Föhrenwald erstreckt sich am Südhang des Goarmbichls. |        | 2002  |
| 1    | Datei hochladen | Gletschermühle                                                       | ND_101_35 | Innsbruck, Römerstraße 50, nördlich KG: Igls GrStNr: 766/1 Standort                  | Die Gletschermühle, ein kreisrundes Loch im Fels, wurde vom Inntalgletscher geformt, der in der letzten Kaltzeit die Gegend bedeckte. |        | 2002  |
| 1    | Datei hochladen | Föhre                                                                | ND_101_37 | Innsbruck, Am See 6 KG: Igls GrStNr: 8 Standort                                      | Die Föhre in Igls wurde auf Grund ihrer besonderen Gesamterscheinung (Wuchsform) unter Schutz gestellt. |        | 2008  |
| 1    | Datei hochladen | Buche                                                                | ND_101_36 | Innsbruck, Gänsbacherstraße 5 KG: Innsbruck GrStNr: 771 Standort                     | Die Buche wurde auf Grund ihrer Gesamterscheinung ihres besonderen Gepräges unter Schutz gestellt. |        | 2006  |
| 1    | Datei hochladen | Rosskastanie                                                         | ND_101_39 | Innsbruck KG: Innsbruck GrStNr: 515 Standort                                         | Die Rosskastanie an der Ecke Dreiheiligenstraße/Zeughausgasse wurde aufgrund ihrer besonderen Größe und Gesamterscheinung (Wuchsform) unter Schutz gestellt. |        | 2012  |
| 1    | Datei hochladen | Rotbuche                                                             | ND_101_40 | Innsbruck KG: Innsbruck GrStNr: 464/1 Standort                                       | Die Rotbuche in einem Innenhof der Museumstraße wurde aufgrund ihrer besonderen Größe und Gesamterscheinung (Wuchsform) unter Schutz gestellt. |        | 2015  |
| 0 BW | Datei hochladen | Nussbaum                                                             | ND_101_41 | Innsbruck, Sadrachstraße 20 KG: Hötting GrStNr: 842/1 Standort                       | |        | 2018  |

## Ehemalige Naturdenkmäler
| Foto |                 | Name                                                                    | ID         | Standort                                                     | Beschreibung | Fläche | Datum |
| ---- | --------------- | ----------------------------------------------------------------------- | ---------- | ------------------------------------------------------------ | --- | ------ | ----- |
| 1    | Datei hochladen | Mammutbaum in Mühlau                                                    | NDW_101_26 | Innsbruck, Oberkoflerweg 5 KG: Mühlau GrStNr: 480/4 Standort | Der mächtige Mammutbaum wies zum Untersuchungszeitpunkt eine Höhe von 25 m auf und war mehr als 100 Jahre alt. Der Schutz wurde 2021 aufgehoben und der Baum wurde im Februar 2022 gefällt. |        | 1985  |
| 1    | Datei hochladen | Schwarzföhre und drei Eiben gegenüber dem Eingang des Volkskundemuseums | NDW_101_25 | Innsbruck, Rennweg 2 KG: Innsbruck GrStNr: 597/3 Standort    | Seit 2005 bestand das Naturdenkmal nur mehr aus einer Schwarzföhre, da die Eiben gefällt werden mussten. Die Schwarzkiefer hatte eine Höhe von mehr als 10 m und einen Umfang von 3 m an der Stammbasis. Im Jänner 2021 brach die Schwarzkiefer nach einem intensiven Schneefall zusammen.                                    |        | 1984  |
| 0 BW | Datei hochladen | Pyramidenpappeln am Hohen Weg                                           | NDW_101_03 | Innsbruck Standort                                           | Die ursprünglich 16 Pyramidenpappeln am Hohen Weg wurden 1930 unter Schutz gestellt. 1953 wurde der Schutz teilweise aufgehoben, 1983 gänzlich. Die beiden noch vorhandenen Pappeln wurden stark zurückgeschnitten, stellen aber dennoch einen wichtigen Bestandteil der stark verarmten Ufervegetation entlang des Inns dar. |        | 1930  |

| Foto:                    | Fotografie des Naturdenkmals. Klicken des Fotos erzeugt eine vergrößerte Ansicht. Daneben finden sich zwei Symbole: \| Weitere Bilder vorhanden \| Das Symbol bedeutet, dass weitere Fotos des Objekts verfügbar sind. Durch Klicken des Symbols werden sie angezeigt. \| \| Eigenes Foto hochladen \| Durch Klicken des Symbols können weitere Fotos des Objekts in das Medienarchiv Wikimedia Commons hochgeladen werden. \| |
| Name:                    | Bezeichnung des Naturdenkmals laut offiziellen Quellen |
| ID                       | Identifikator |
| Standort:                | Es ist die Gemeinde und falls vorhanden die Adresse angegeben. Darunter sind die Katastralgemeinde (KG) und die Grundstücksnummer angeführt. Durch Aufruf des Links Standort wird die Lage des Denkmals in verschiedenen Kartenprojekten angezeigt. |
| Beschreibung             | Kurze Beschreibung des Naturdenkmals |
| Fläche                   | Fläche des Naturdenkmals in Hektar (ha) |
| Datum                    | Datum oder Jahr der Unterschutzstellung |
| Weitere Bilder vorhanden | Das Symbol bedeutet, dass weitere Fotos des Objekts verfügbar sind. Durch Klicken des Symbols werden sie angezeigt. |
| Eigenes Foto hochladen   | Durch Klicken des Symbols können weitere Fotos des Objekts in das Medienarchiv Wikimedia Commons hochgeladen werden. |